# Vattrad myrfågel
Vattrad myrfågel (Myrmoderus ruficauda) är en fågel i familjen myrfåglar inom ordningen tättingar.

## Utseende och läte
Vattrad myrfågel är en 14,5 lång tätting med grå fjäderkanter på svarta bröstet, halssidorna och bakre delarna av örontäckarna som ger en fjällig effekt. Hanen är olivbrun ovan, på hjässan gråare. Mitt på ryggen är fjädrarna beigespetsade. Stjärten och övergumpen är mörkt roströda, vingarna svartaktiga med beigefärgade vingband och rostfärgade fjäderkanter. Buken är beige. Honan liknar hanen men har vit strupe och vitaktigt bröst med svarta fjäll och fläckar. Lätet är en ljus drill, något accelererande och fallande i tonhöjd. Även hårda "chzíp" hörs.

## Utbredning och systematik
Vattrad myrfågel delas in i två underarter:
- Myrmoderus ruficauda soror – förekommer i kustnära nordöstra Brasilien (södra Paraíba till södra Alagoas)
- Myrmoderus ruficauda ruficauda – förekommer i östra Brasilien (sydöstra Bahia, östligaste Minas Gerais och Espírito Santo)

## Status
IUCN kategoriserar arten som starkt hotad.